# Jake Atlas
Kenny Márquez (El Monte; 5 de octubre de 1994) es un luchador profesional y exgimnasta estadounidense. Se le conoce por haber trabajado para las empresas de lucha libre WWE y All Elite Wrestling (AEW).

## Primeros años
Tanto su mamá como su papá, eran ávidos fanáticos de la lucha libre mexicana. Sus padres solían llevarlo a eventos de lucha en la Arena Coliseo de Guadalajara, Jalisco. Cerca de los siete años de edad, su hermano le presentó lo que en ese entonces se conocía como WWF (hoy WWE). Desde entonces, nunca dejó ir su gusto por la lucha libre. Atlas comentó lo siguiente en una entrevista:

«Desde muy joven supe que convertirme en luchador profesional era lo que quería ser. Descubrí diferentes estilos de lucha fuera de WWE a través de compañías como TNA. Como resultado, también descubrí nuevos talentos como AJ Styles, quien, debido a su estilo poco ortodoxo, se convertiría en mi luchador favorito. Siendo un atleta y participando en deportes toda mi vida, era natural que me enganchara a algo que combinaba adrenalina, rendimiento y acrobacias. Mi experiencia en gimnasia y animadores me dio la posibilidad de hacer una transición fácil a la lucha profesional en 2014. Encontré la Academia de Lucha Santino Bros en Los Ángeles en julio de 2014 e inicié mi entrenamiento en ese momento. Entrené al menos 3-4 días a la semana durante los próximos dos años hasta que finalmente logré mi debut profesional el 6 de agosto de 2016. Voy en mi segundo año ahora en la escena independiente y me estoy divirtiendo mucho.»
Atlas en una entrevista para Gay Star News en 2018

## Carrera

### Inicios (2014-2019)
Márquez comenzó a entrenar en 2014 dentro de la academia local de lucha libre Santino Bros. ubicada en Los Ángeles. Hizo su debut en el ring el 6 de agosto de 2016. Fue nombrado «Rookie» (en español, novato) del año del Sur de California en 2017. Comenzó a aparecer en numerosas promociones de California, como Orange County Championship Wrestling, Empire Wrestling Federation, Baja Star's USA, All Pro Wrestling, Gold Rush Pro Wrestling y Championship Wrestling From Hollywood, entre varias otras promociones entre 2016 y 2017. 
En 2019, Atlas fue anunciado como uno de los participantes en el torneo Pro Wrestling Guerrilla's Battle of Los Angeles de 2019. Derrotó a Jungle Kid en la primera ronda, antes de ser derrotado por Dragon Lee en la segunda ronda del torneo. El 27 de septiembre, Atlas participó en las grabaciones del evento Death Before Dishonor XVII producido por Ring of Honor, donde fue derrotado por Tyler Bateman. Además, se reportó que Ring of Honor le ofreció una oferta de contrato, la cual rechazó.
Durante su carrera dentro del circuito independiente, Atlas ganó varios títulos, los cuales incluyen el Campeonato SBW de Santino Bros. Wrestling, los Campeonatos de peso pesado universal y Junior de All Pro Wrestling y el Campeonato de peso pesado ligero de PCW ULTRA.

### WWE (2015-2021)
En 2015, Atlas participó por un lugar en la sexta temporada de WWE Tough Enough, sin embargo no fue seleccionada para quedar entre los participantes del programa.
En 2018, apareció con Stephanie McMahon en un episodio de Celebrity Undercover Boss. En el episodio, Márquez recibió $ 25,000 de WWE para el pago inicial de una casa y fue nombrado embajador de la empresa, y su primera asignación reportada se produjo semanas después en una campaña de Be A Star.
En enero de 2020, Márquez firmó un contrato con WWE y se reportó al WWE Performance Center. Hizo su debut en la marca NXT en un combate durante un evento en vivo el 31 de enero como Jake Atlas, en el cual fue derrotado por Ridge Holland.
El 1 de abril en un episodio de NXT, Atlas tuvo su primer combate televisado en la marca enfrentándose a Dexter Lumis, en el cual fue derrotado. El 12 de abril, Atlas fue anunciado como uno de los participantes en un torneo round-robin interino por el Campeonato Peso Crucero de NXT. El 22 de abril en un episodio de NXT, Atlas derrotó a Drake Maverick, ganando un punto de victoria en el torneo. El 6 de mayo en un episodio de NXT, Atlas fue derrotado por Kushida, obteniendo un punto de derrota en el torneo. El 13 de mayo en un episodio de NXT, Atlas derrotó a Tony Nese para ganar otro punto de victoria. La semana siguiente el 20 de mayo en NXT, se anunció un combate triple threat entre Atlas, Kushida y Maverick para el episodio del 27 de mayo, esto con el fin de determinar al participante de entre los tres en avanzar a la final del torneo por el título. En el episodio, Maverick fue el ganador del combate, dejando fuera del torneo a Atlas y Kushida.
En el NXT del 21 de octubre, junto a Isaiah "Swerve" Scott & Ashante "Thee" Adonis fueron derrotados por El Legado del Fantasma(Santos Escobar, Joaquin Wilde & Raul Mendoza), durante el combate Atlas aplicó su remate a Escobar a fueras del ring, comenzando así un feudo contra Santos Escobar. En NXT Halloween Havoc, fue derrotado por el Campeón Peso Crucero de NXT Santos Escobar en un combate no titular, posteriormente atacó a los miembros de El Legado del Fantasma(Joaquin Wilde & Raul Mendoza) para que el Campeón Peso Crucero de NXT Santos Escobar le diera una oportunidad titular, a lo cual Escobar aceptó y en el NXT del 11 de noviembre, se enfrentó a Santos Escobar por el Campeonato Peso Crucero de NXT, sin embargo perdió, terminando así el feudo. El 6 de agosto de 2021, Atlas fue liberado de su contrato con WWE.

### Circuito independiente (2021-2022)
El 3 de septiembre de 2021, se anunció que Atlas aparecería en Ring of Honor's Death Before Dishonor XVIII en un combate especial contra el reciente lanzamiento de la WWE Tyler Rust. En el evento, Atlas fue derrotado por Rust. Luego del encuentro, anunció su retiro de la lucha libre, citando como razón problemas mentales. El 28 de diciembre de 2021 durante las grabaciones de un episodio de AEW Dark, Atlas salió del retiró e hizo su regreso al ring, y su debut en AEW en un combate, en el cual derrotó a Serpentico. En enero de 2022 se informó que había firmado un contrato con la empresa. Tuvo su primer combate televisado en el episodio del 7 de enero de AEW Rampage, donde fue derrotado Adam Cole. Durante la contienda sufrió una lesión de rodilla. Su contrato con AEW terminó el 5 de octubre de 2022.

## Vida personal
Ha citado a las luchadoras Maryse, Gail Kim, Sasha Banks, AJ Lee, y Trish Stratus como inspiraciones en su carrera como luchador. Atlas «salió del clóset» como gay, tras ganar el premio «Rookie del año del Sur de California» en 2017.
En una entrevista que se le realizó en 2018, declaró que sufre de depresión y ansiedad, ambas enfermedades las cuales se le diagnosticaron en 2015. Después que los doctores le dijeran que debía dejar de luchar y animar, o cualquier cosa física siendo el caso, contemplo el suicidio y tuvo su primer intento poco después de lo anteriormente dicho.
El 23 de mayo de 2022, fue arrestado en el Condado de Orange, Florida y acusado de agresión doméstica. Los cargos fueron retirados el 28 de junio.

## Campeonatos y logros
- All Pro Wrestling
  - APW Junior Heavyweight Championship (1 vez)[12]
  - APW Universal Heavyweight Championship (1 vez)[12]

- PCW ULTRA
  - PCW ULTRA Light Heavyweight Championship (1 vez)[12]

- Santino Bros. Wrestling
  - SBW Championship (1 vez)[12]